# Molino de la Menora
El molino de la Menora es un Bien de Interés Cultural con la categoría de Sitio Etnológico localizado en el término municipal de Güímar, en la isla de Tenerife (Canarias, España).

## Descripción
El sitio etnológico del molino de La Menora se localiza en el barrio de La Hoya, también conocido como de La Raya, situado en la margen derecha del Barranco del Luchón (Güímar). En sus proximidades se encuentra la Casa de la Raya, una casona tradicional actualmente acondicionada como hotel rural.
Ocupa un tramo de la margen derecha del barranco, caracterizado por una estructura geológica de naturaleza basáltica, en la que las diferentes coladas aparecen intercaladas con depósitos pumíticos y niveles detríticos, propiciando su inestabilidad estructural. El molino se ubica al pie de un gran mogote rocoso en el que se aprecian signos evidentes de desplomes debidos a la acción de las aguas de escorrentía que circularon históricamente por el cauce. La vegetación dominante se caracteriza por un predominio del matorral de sustitución, con especies nitrófilas y ruderales, entre la que destacan los vinagrerales, ricinos, así como tuneras y cañas. En general, se trata de un paisaje antropizado, con restos de bancales antiguamente cultivados, además de diversas construcciones que destacan por su precariedad y estado de abandono.
El Molino de la Menora sólo conserva el "cubo", por cuyo interior bajaba el agua que hacía mover la maquinaria de molienda. Construido en mampostería y enfoscado en sus paredes interior y exterior, su morfología cilíndrica contrasta con los "cubos" de los cercanos molinos de Chacaica, constituidos por cilindros superpuestos. El buen estado de conservación del "cubo" contrasta con el de las dependencias anejas, que han desaparecido casi por completo, si bien la abundante vegetación impide precisar los vestigios que aún persisten. El agua que alimentaba el molino llega hasta él por una atarjea en mampostería que circunvala el mogote rocoso tras recorrer el lomo que separa los barrancos del Luchón y del Reventón. Tras atravesar el molino, la canalización continúa hacia la Cuesta de Chacaica, cruzando el cauce a modo de acueducto fabricado en mampostería y soportes de hierro.
Por último, cabe citar una modesta edificación rectangular, con muros de piedra seca y cubierta a cuatro aguas construida mediante una torta de mortero, cal y arena sin tejas, que responde a un modelo de vivienda popular bastante frecuente en el Valle de Güímar. A corta distancia de la misma discurre el Camino de la Menora, que conectaba los barrios altos de Güímar y continuaba en dirección a Arafo.
En la base de la vertiente derecha del Barranco del Luchón aparecen algunas cuevas, cuyas bóvedas han sufrido importantes desplomes, transformando su morfología original. Constituirían posibles cuevas de uso habitacional durante el período prehispánico, reutilizadas en fechas posteriores a la conquista. No obstante, la acumulación de derrubios en sus bocas dificulta la determinación de la existencia de material arqueológico en superficie o de relleno sedimentario.

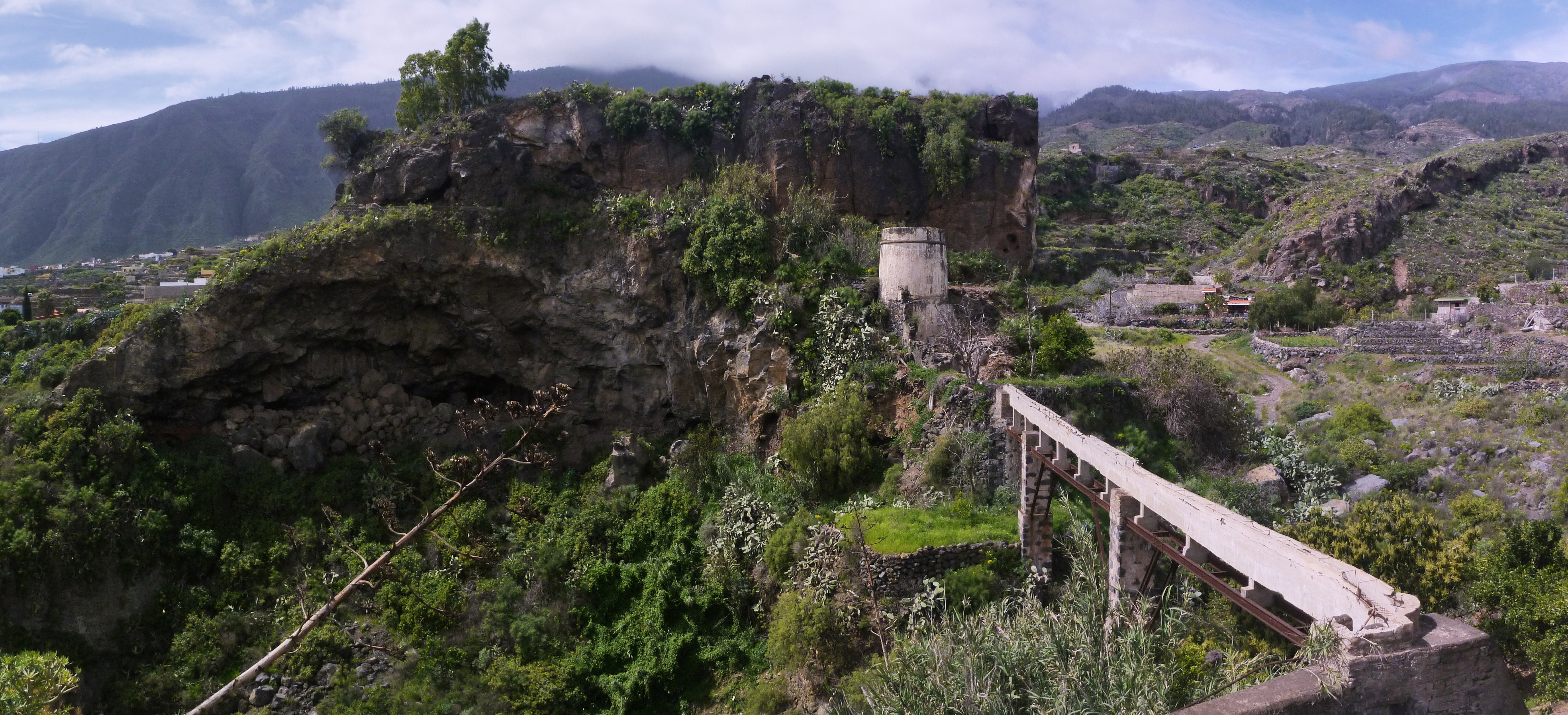
Molino de la Menora y Riscos del Uchón.